# Cooper Helfet
Cooper Helfet (* 2. Juni 1989 in Kentfield, Kalifornien) ist ein ehemaliger US-amerikanischer American-Football-Spieler auf der Position des Tight Ends. Er spielte zuletzt für die Oakland Raiders in der National Football League (NFL).

## College
Helfet startete seine Karriere im College Football am Santa Rosa Junior College in Santa Rosa, Kalifornien. Er wechselte aber kurz darauf zur Duke University, wo er den Rest seiner Collegezeit verbrachte.

## NFL
Am 15. Mai 2012 verpflichteten die Seattle Seahawks Helfet als Free Agent. Am 31. August wurde er entlassen, am 17. Januar 2013 jedoch wiederverpflichtet. Am 31. August 2013 wurde er entlassen, und am 2. September 2013 wurde Helfet in den Practice Squad der Seahawks aufgenommen. Nach dem Trainingscamp 2014 wurde er in den Hauptkader aufgenommen und hatte am 21. September 2014 seinen ersten Spieleinsatz. In der Saison 2014 fing er zwölf Pässe für 185 Yards und zwei Touchdowns. Die darauffolgende Saison endete mit 13 gefangenen Pässen für 130 Yards ohne Touchdown. Am 18. April 2016 unterschrieb Helfet einen Exklusivvertrag bei den Seahawks. Am 6. August 2016 wurde er von den Seahawks entlassen.
Am 11. Oktober 2016 wurde Helfet von den Oakland Raiders für den Practice Squad verpflichtet. Am 25. Juli 2017 platzierten die Raiders Helfet auf die Non-Football Injury List. Er wurde am 2. September 2017 entlassen.